# 迷宫的彼方
《迷宫的彼方》是迷宫探索类角色扮演游戏，由tri-Ace开发、科乐美于2012年在日本任天堂3DS游戏机发行。玩家要在游戏中和遇见的少女一起，脱离3D画面的迷宫。
游戏由向峠慎吾制作，他曾领衔制作过Wii的《Elebits》和《精灵杜威大冒险！！》。《北欧女神2 希尔梅莉亚》总监胜吕隆之监督该作。
日本杂志《Fami通》为游戏打出31/40分。